# 密穗马先蒿密穗亚种
密穗马先蒿密穗亚种（学名：Pedicularis densispica sp. densispica）为玄参科马先蒿属下的一个亚种。

## 扩展阅读
- 維基物種上的相關：密穗马先蒿密穗亚种